# Тюрпен, Клеман
Клема́н Тюрпе́н (фр. Clément Turpin; род. 16 мая 1982, Уллен) — французский футбольный судья.

## Карьера
Начал заниматься судейством в 2006 году, в 2007 году уже судил матчи 2-й лиги Франции, в 2008 году был допущен к судейству высшей французской лиги.
В 2010 году получил статус судьи ФИФА и возможность судить международные матчи. Дебютировал на международной арене судейством матча квалификационной стадии молодёжного Чемпионата Европы 2011 года между сборными Италии и Венгрии (2:0). Первый международный матч на клубном уровне отсудил в 2011 году — матч квалификационного раунда Лиги Европы УЕФА «Крусейдерс» — «Фулхэм» (1:3).
В 2011 году, в возрасте 28 лет, был выбран главным судьёй финального поединка Кубок Франции по футболу между «Пари Сен-Жерменом» и «Лиллем» (0:1), став самым молодым судьёй финальных матчей в истории Кубка Франции.
В 2015 году был выбран УЕФА для обслуживания матчей молодёжного чемпионата Европы, где отсудил две игры группового этапа.
1 марта 2016 года был выбран одним из судей для обслуживания матчей чемпионата Европы по футболу 2016 года.
Выбран одним из судей Олимпийского футбольного турнира 2016 в Рио-де-Жанейро.
7 мая 2018 года был назначен четвёртым судьёй на финал Лиги чемпионов 2018.
В 2018 году вошёл в число судей для обслуживания матчей финальной стадии чемпионата мира 2018 года в России.
Судил прошедший в Париже финал Лиги чемпионов УЕФА 2022 года, в котором встречались «Ливерпуль» и «Реал Мадрид».
В мае 2022 года ФИФА назначила его одним из 36 главных судей чемпионата мира по футболу 2022 года в Катаре.
В апреле 2024 года был отобран одним из главных арбитров в числе 19 судейских бригад для обслуживания матчей чемпионата Европы по футболу, который прошёл в июне-июле 2024 года в Германии. Отработал на двух матчах группового этапа, включая матч открытия между сборными Германии и Шотландии, а также на четвертьфинальной игре Нидерланды — Турция. 

### Чемпионат Европы 2016 года
| Стадия         | Дата         | Место | Команда 1         | Команда 2 | Результат |
| -------------- | ------------ | ----- | ----------------- | --------- | --------- |
| Групповой этап | 14 июня 2016 | Бордо | Австрия           | Венгрия   | 0:2 (0:0) |
| Групповой этап | 21 июня 2016 | Париж | Северная Ирландия | Германия  | 0:1 (0:1) |

### Чемпионат мира 2018 года
| Стадия         | Дата         | Место           | Команда 1 | Команда 2         | Результат |
| -------------- | ------------ | --------------- | --------- | ----------------- | --------- |
| Групповой этап | 20 июня 2018 | Ростов-на-Дону  | Уругвай   | Саудовская Аравия | 1:0 (1:0) |
| Групповой этап | 27 июня 2018 | Нижний Новгород | Швейцария | Коста-Рика        | 2:2 (1:0) |

### Чемпионат Европы 2020 года
| Стадия         | Дата         | Место      | Команда 1 | Команда 2 | Результат |
| -------------- | ------------ | ---------- | --------- | --------- | --------- |
| Групповой этап | 12 июня 2021 | Баку       | Уэльс     | Швейцария | 1:1 (0:0) |
| Групповой этап | 21 июня 2021 | Копенгаген | Россия    | Дания     | 1:4 (0:1) |

### Чемпионат мира 2022
| Стадия         | Дата           | Место                      | Команда 1 | Команда 2   | Результат | Предупреждён | Red card | Пенальти       |
| -------------- | -------------- | -------------------------- | --------- | ----------- | --------- | ------------ | -------- | -------------- |
| Групповой этап | 24 ноября 2022 | Эдьюкейшн сити, г.Эр-Райян | Уругвай   | Южная Корея | 0:0 (0:0) | 1 - 2        | 0 - 0    | 0 - 0          |
| Групповой этап | 29 ноября 2022 | Халифа, г.Доха             | Эквадор   | Сенегал     | 1:2 (0:1) | 0 - 1        | 0 - 0    | 0 - 44′ (пен.) |
| 1/8 финала     | 5 декабря 2022 | Стадион 974, г.Доха        | Бразилия  | Южная Корея | 4:1 (4:0) | 0 - 1        | 0 - 0    | 13′ (пен.) - 0 |

### Чемпионат Европы 2024
| Стадия         | Дата         | Город  | Стадион               | Команда 1  | Результат | Команда 2 | Предупреждён | Red card | Пенальти |
| -------------- | ------------ | ------ | --------------------- | ---------- | --------- | --------- | ------------ | -------- | -------- |
| Групповой этап | 14 июня 2024 | Мюнхен | Альянц Арена          | Германия   | 5:1 (3:0) | Шотландия | 2 - 1        | 0 - 1    | - 0      |
| Групповой этап | 25 июня 2024 | Кёльн  | Рейн Энерги           | Англия     | 0:0 (0:0) | Словения  | 3 - 2        | 0 - 0    | 0 - 0    |
| 1/4 финала     | 6 июля 2024  | Берлин | «Олимпийский стадион» | Нидерланды | 2:1 (0:1) | Турция    | 4 - 1        | 0 - 0    | 0 - 0    |